# Pontoglio
Pontoglio é uma comuna italiana da região da Lombardia, província de Bréscia, com cerca de 6.309 habitantes. Estende-se por uma área de 11 km², tendo uma densidade populacional de 574 hab/km². Faz fronteira com Chiari, Cividate al Piano (BG), Palazzolo sull'Oglio, Palosco (BG), Urago d'Oglio.

## Demografia
| Variação demográfica do município entre 1861 e 2011                               |
|                                                                                   |
| Fonte: Istituto Nazionale di Statistica (ISTAT) - Elaboração gráfica da Wikipedia |